# Holocausto na Ucrânia

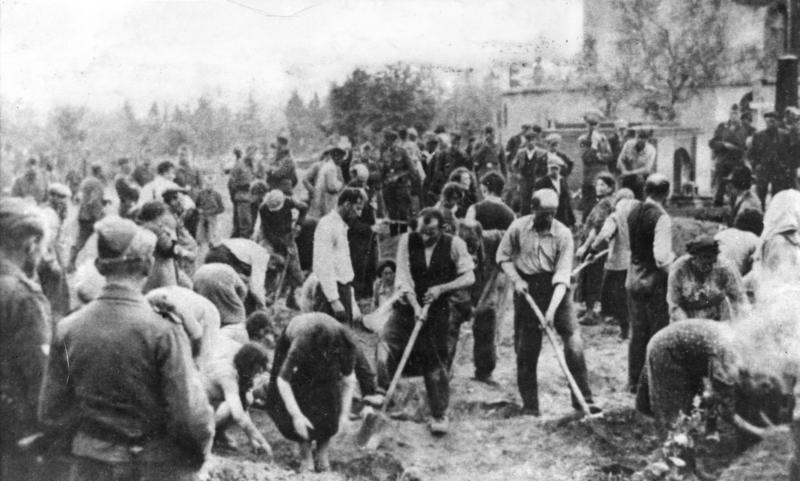
Judeus ucranianos cavando suas próprias covas, vigiados por soldados da SS nazista.

O Holocausto na Ucrânia teve lugar no Reichskommissariat da Ucrânia durante a ocupação da Ucrânia soviética pela Alemanha nazista na Segunda Guerra Mundial com participação do movimento totalitário Organização dos Nacionalistas Ucranianos. Entre 1941 e 1944, cerca de 250 000 judeus, totalizando cerca de 17% da população pré-holocausto de 1 500 000 judeus, mulheres e crianças vivendo na província da Ucrânia (a maioria 80% foi evacuada pelos soviéticos nos primeiros meses da guerra), foram assassinados como parte das políticas de extermínio da Generalplan Ost e da Solução Final.
Segundo o historiador de Yale, Timothy D. Snyder, "o Holocausto está integral e organicamente ligado ao Vernichtungskrieg, à guerra de 1941, e está organicamente e integralmente ligado à tentativa de conquistar a Ucrânia". Outros 3 000 000 habitantes da Ucrânia morreram como soldados do exército soviético ou indiretamente como consequência da Segunda Guerra Mundial.

## Generalplan Ost
Uma das ambições de Hitler no início da guerra era exterminar, expulsar e/ou escravizar a maioria ou todos os eslavos de suas terras nativas, de modo a tornar o espaço vital para os colonos alemães. O plano de genocídio deveria entrar em vigor gradualmente durante um período de 25 a 30 anos.
Segundo o historiador William W. Hagen, "o Generalplan Ost ... previu a diminuição das populações dos povos do leste europeu pelas seguintes medidas: poloneses - 85%; bielorrussos - 75%; ucranianos - 65%; tchecos - 50%". O povo russo, uma vez subjugado na guerra, se uniria às quatro nações de língua eslava cujo destino predizia o Generalplan Ost.

## Esquadrões da morte (1941-1943)
Presentes ao fundo são membros do Exército Alemão, do Serviço Trabalhista Alemão e da Juventude Hitlerista e as perdas civis totais durante a guerra e a ocupação alemã na Ucrânia são estimadas em quatro milhões, incluindo até um milhão de judeus que foram assassinados pelos Einsatzgruppen e por colaboradores locais nazistas. O Einsatzgruppe C (SS-Gruppenführer Dr. Otto Rasch) foi designado para o norte e o centro da Ucrânia, e Einsatzgruppe D (Gruppenführer Dr. Otto Ohlendorf) para a Moldávia, o sul da Ucrânia, a Crimeia e, durante 1942, o norte do Cáucaso. De acordo com Ohlendorf em seu julgamento, "os Einsatzgruppen tinham a missão de proteger a retaguarda das tropas matando os judeus, os ciganos, os funcionários comunistas, os comunistas ativos, os eslavos não cooperativos e todas as pessoas que pusessem em perigo a segurança". Na prática, suas vítimas eram quase todos civis judeus (nenhum membro Einsatzgruppen foi morto em ação durante estas operações[carece de fontes?]).
O Museu Memorial do Holocausto dos Estados Unidos conta a história de um sobrevivente dos Einsatzgruppen em Pyriatyn, Ucrânia, quando mataram 1.600 judeus em 6 de abril de 1942, o segundo dia da Páscoa:
De 16 a 30 de setembro de 1941, o massacre de Nikolaev em torno da cidade de Mykolaiv resultou na morte de 35 782 cidadãos soviéticos, a maioria dos quais eram judeus, como foi relatado a Hitler.
O mais notório massacre de judeus na Ucrânia foi na ravina de Babi Yar, perto de Kiev, onde 33 771 judeus foram mortos em uma única operação em 29-30 de setembro de 1941. (Uma fusão de 100 000 a 150 000 ucranianos e outros cidadãos soviéticos também foram mortos nas semanas seguintes). O assassinato em massa de judeus em Kiev foi decidido pelo governador militar major-general Friedrich Eberhardt, pelo comandante da polícia do Grupo de Exércitos do Sul (SS-Obergruppenführer Friedrich Jeckeln) e pelo comandante da Einsatzgruppe C, Otto Rasch. Foi realizado por uma mistura de SS, SD e Polícia de Segurança, assistida pela Polícia Auxiliar Ucraniana. Na segunda-feira, os judeus de Kiev se reuniram no cemitério, esperando serem carregados nos trens. A multidão era grande o suficiente para que a maioria dos homens, mulheres e crianças não soubessem o que estava acontecendo até que fosse tarde demais: quando ouvissem o fogo da metralhadora, não haveria chance de escapar. Todos foram conduzidos por um corredor de soldados, em grupos de dez pessoas, e depois atirados. Um motorista de caminhão descreveu a cena:

## Colaboracionismo
A National Geographic relatou: "Um número de ucranianos haviam colaborado: Segundo o historiador alemão Dieter Pohl (de), cerca de 100 000 se uniram a unidades policiais que prestaram assistência fundamental aos nazistas. Muitos outros cuidavam das burocracias locais ou ajudavam durante tiroteios em massa. Ucranianos, como o infame Ivan, o Terrível de Treblinka, também estavam entre os guardas que abrigavam os campos de concentração nazistas alemães".
De acordo com o Centro Simon Wiesenthal (em janeiro de 2011) "A Ucrânia, até onde sabemos, nunca conduziu uma única investigação de um criminoso de guerra nazista local, muito menos processou um perpetrador do Holocausto". Segundo o historiador israelense do Holocausto, Yitzhak Arad, "em janeiro de 1942, uma companhia de voluntários tártaros foi estabelecida em Simferopol, sob o comando do Einsatzgruppe 11. Essa companhia participou de caçadas antijudaicas e assassinatos nas regiões rurais". De acordo com Timothy Snyder, "algo que nunca é dito, porque é inconvencível para todos, é que mais comunistas ucranianos colaboraram com os alemães do que os nacionalistas ucranianos". Além disso, muitos dos que colaboraram com a ocupação alemã também colaboraram com as políticas soviéticas da década de 1930.

## Partisans

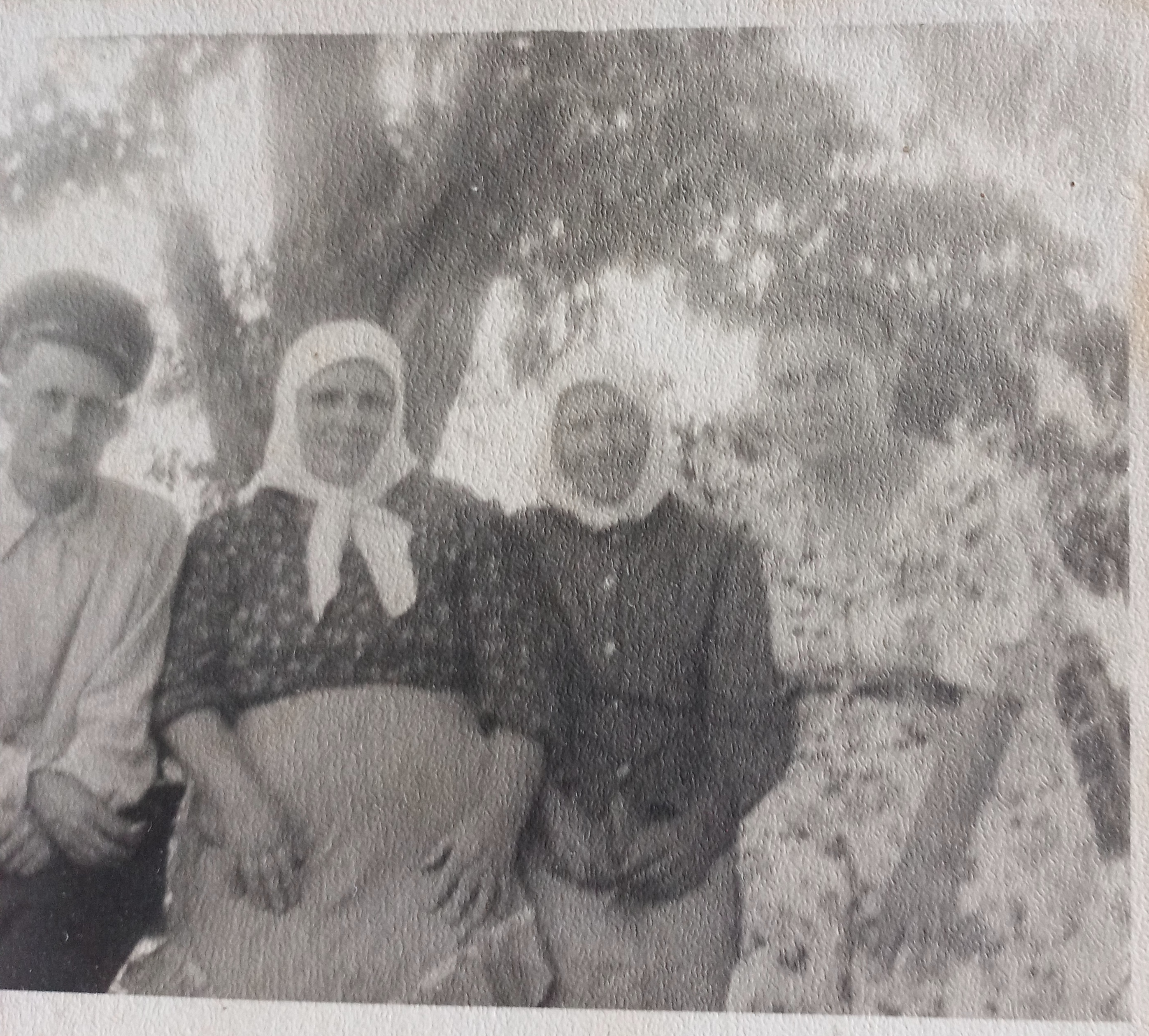
Lukiya Stachenko (1879-1973), o segundo da direita, é um dos civis que salvou outros civis, incluindo guerrilheiros e judeus. Sua biografia é um exemplo de heroísmo. Esta mulher já havia salvado outras pessoas durante o Holodomor de 1932-1933.

A Ucrânia classifica em 4º o número de pessoas reconhecidas como "Justas entre as Nações" por salvar judeus durante o Holocausto, com o total de 2 515 pessoas reconhecidas a partir de 1 de janeiro de 2015. Os shtundistas, uma denominação evangélica protestante que surgiu no final do século XIX na Ucrânia, ajudaram a esconder os judeus.